# Camillo Baldi
Camillo Baldi, noto anche come Camillus Baldus o Camillo Baldo (Bologna, 1547 – 1634), è stato un letterato italiano, nonché professore di logica e filosofia. È considerato il precursore della grafologia.

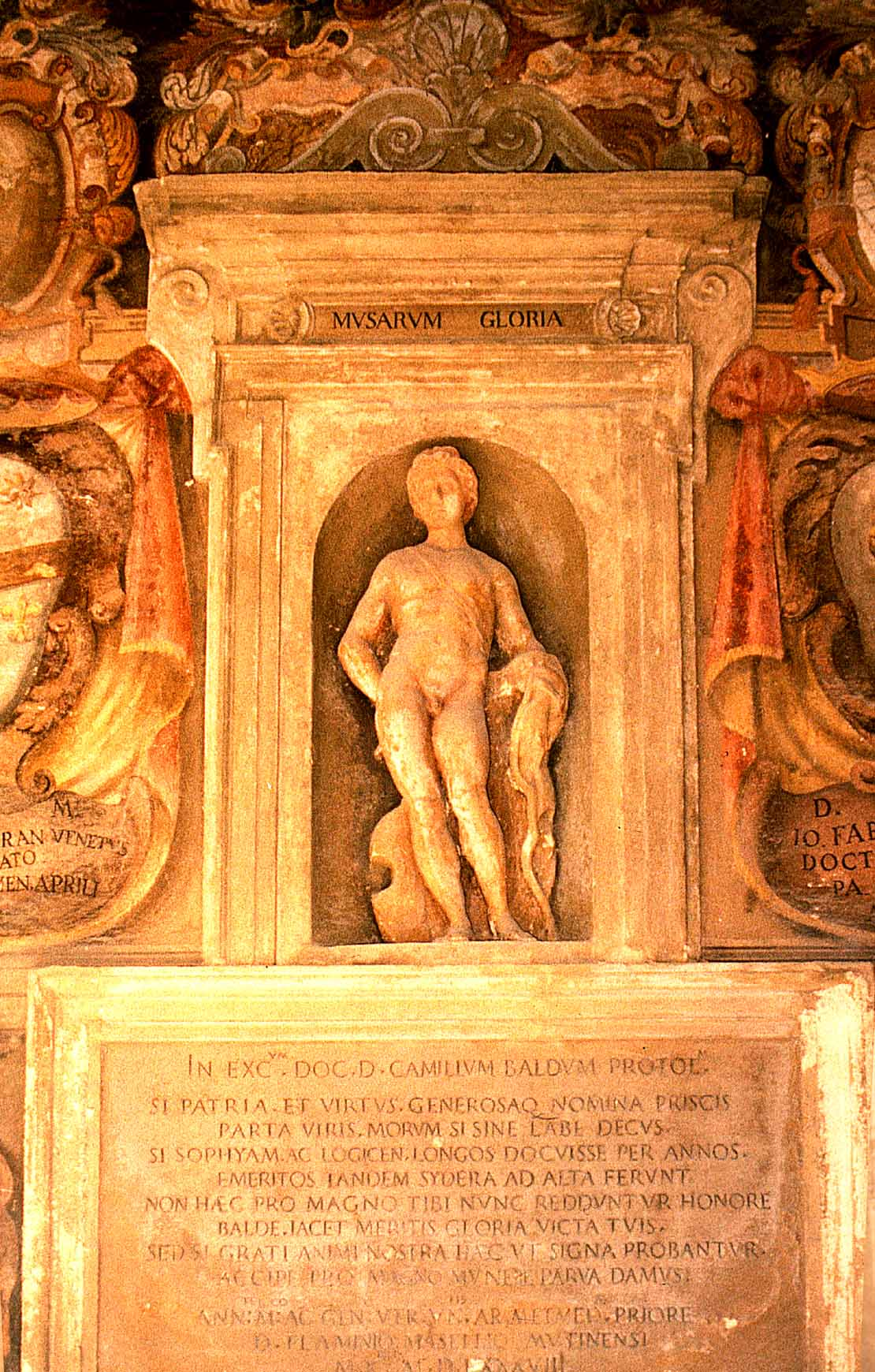
Monumento a Camillo Baldi, Archiginnasio di Bologna

Nel 1572 si laureò in filosofia e medicina. Insegnò allo Studio Pubblico di Bologna per sessanta anni, dapprima logica per vari anni poi, dal 1590 circa alla morte, filosofia. Il suo trattato di grafologia Trattato Come Da Una Lettera Missiva Si Conoscano La Natura E Qualità Dello Scrittore. Raccolta Dagli Scritti Del Sig Camillo Baldi Citadino. Bolognese, E Dato Alle Stampe Da Gio Francesco Grillenzoni rappresenta la prima ricerca dettagliata sulla materia e fu pubblicato nel 1622 quando Baldi aveva ormai più di settant'anni. L'opera è stata ripubblicata varie volte e tradotta anche in latino e francese.